# Preseka (Gornji Mihaljevec)
Preseka is een plaats in de gemeente Gornji Mihaljevec in de Kroatische provincie Međimurje. De plaats telt 70 inwoners (2001).